# Noah's Arc (colonna sonora)

## Traccia

### Volume 1
Noah's Arc: Season 1 è la compilation della colonna sonora della prima stagione della serie televisiva Noah's Arc . È stata rilasciata il 24 marzo 2006 dalla Tommy Boy Records. La colonna sonora presenta artisti come Joshua Radin, Gordon Chambers, Me'shell Ndegéocello, Patrik-Ian Polk, Mary Ann Tatum e Adriana Evans.

#### Disc 1: Getting the Noah
1. Remember the Love (Samba Soul Mix) - by Adriana Evans – 4:17 (Adriana Evans, Jonathan "Dred" Scott) – Evans, Dred Scott
2. So Very Beautiful - by Me'Shell NdegèOcello – 2:46 (Michelle Lynn Johnson) – Me'shell NdegeO'cello
3. In Search Of - by Adriana Evans – 3:52 (A. Evans, J. Scott) – Evans, Dred Scott
4. Rock U - by ICON – 3:31 (Gregory Kieth) – G. Kieth
5. Mistress - by ICON – 3:56 (Gregory Kieth) – G. Kieth
6. Show Off - by DJ Red Handed – 2:31 (Red Handed) – Red Handed
7. The Party (Risqué Heartache Mix) - by Bizarre – 3:44 (Bizarre) – Bizarre
8. A Time For Romance - by Daniel May – 3:12 (Daniel May) – Daniel May
9. Something - by Adriana Evans – 4:01 (A. Evans, J. Scott) – Evans, Dred Scott
10. Afterglow (feat. Allen Cato) - by Me'shell NdegeO'cello – 4:18 (Michelle Lynn Johnson) – Me'shell NdegeO'cello
11. Talk - by Me'shell NdegeO'cello – 5:42 (Michelle Lynn Johnson) – Me'shell NdegeO'cello
12. Cold As Ice - by Adriana Evans – 3:44 (A. Evans, J. Scott) – Evans, Dred Scott
13. Talk to Me - by Randi Soyland & Paul Taylor – 2:57 (Randi Soyland & Paul Taylor) – R. Soyland & P. Taylor
14. To Know You (Soul Remix)- by Adriana Evans – 4:05 (A. Evans, J. Scott) – A. Evans, J. Scott
15. Is It True - by Soul Planet Control – 2:31 (S. P. C.) – Soul Planet Control
16. Secret Letter - by Felisa Mirasol – 4:00 (Felisa Mirasol) – F. Mirasol
17. World Domination (Risque Remix) - by Deskee – 5:54 (D. Laurent & Deskee) – Doug Laurent & Deskee
18. Give It to Me - by Various Artist – 3:46 (Various Artist) – Various Artist
19. Lovin' Is Really My Game - by Mary Ann Tatum – 4:58 (Tranita Womack, Belita Woods	& Jerry Peters) – T. Womack, B. Woods & J. Peters

#### Disc 2: Knowing The Arc: Alex, Rick & Chance - More Noah, More Music
1. Always - by Robert Scheffler – 4:07 (Robert Scheffler) – R. Scheffler
2. Hustlin’ Baby - by ICON (G. Kieth) – Gregory Kieth
3. Winter- by Joshua Radin – 3:27 (Joshua Radin) – J. Radin
4. Mission 2 (LP Mix)- by Crown City Rockers – 3:16 (Raashan Ahmad, Woodstock, Headnodic, Max MacVeety & Kat Ouano) – Raashan Ahmad, Woodstock, Headnodic, Max MacVeety & Kat Ouano
5. Dem Girls (feat. Paul Wall & The Grit Boys) - by DJ Red-Handed – 3:25 (R. Handed & Paul Michael Slayton) – R. Handed
6. For Sho by D-Note – 2:56 (D-Note) – DN
7. But I Feel Love - by Patrik-Ian Polk (also featured in the self production title "PUNKS") – 3:37 (Patrik-Ian Polk) – P.I. Polk
8. Time (Losing My Mind) - by The Soul of John Black – 4:50 (John Bigham & Christopher Thomas) – J. Bigham & C. Thomas
9. 7 Days - by Adriana Evans – 3:46 (Evans, Dred Scott) – A. Evans, J. Scott
10. I'll Miss You Most (feat. Mike Phillip) - by Gordon Chambers – 4:34 (Gordon A. Chambers & Mike Phillip) – G. A. Chambers & M. Phillip
11. I Don't Mind (feat. Scott Nickoley & Stephen Lang) - by Jamie Dunlap – 4:13 (Jamie Dunlap, Scott Nickoley & Stephen Lang) – Jamie Dunlap, Scott Nickoley & Stephen Lang
12. Closer - by Joshua Radin – 2:56 (J. Radin) – Joshua Radin
13. Don’t Look Away - by Joshua Radin – 3:37 (Joshua Radin) – J. Radin
14. The Band (That's Why) - by Jean Grea – 3:21 (Tsidi Ibrahim) – T. Ibrahim
15. Bang Bang (feat. Sam Zeines) - by ICON – 2:00 (Gregory Kieth) – G. Kieth
16. To Know You (Soft Rock Version)- by Adriana Evans – 4:46 (A. Evans, J. Scott) – A. Evans, J. Scott
17. Springtime Will Come - by Daniel May – 2:55 (Daniel May) – D. May
18. Co-Dependency - by Me'Shell NdegèOcello – 3:36 (Michelle Lynn Johnson) – Me'Shell NdegèOcello

### Volume 2
Noah's Arc: Season 2 è la compilation della colonna sonora della seconda stagione della serie televisiva Noah's Arc. È stata rilasciata il 15 dicembre 2007 dalla Tommy Boy Records. La colonna sonora presenta artisti come Anthony David, Bedroom Walls, Raz-B, Patrik-Ian Polk, Mike Anthony e Solange Knowles.

#### Disc 1: The Second Time Around
1. Cut'n Tonite - by C-Note – 3:02 (Courtney Smith) – C. Smith
2. Episode - by Mike Anthony – 4:07 (Mike Anthony) – M. Anthony
3. My People - by Bama Boyz – 3:33 (Eddie “E-Trez” Smith III, Jesse J. Rankins & Jonathan D. Wells.) – E. “E-Trez” Smith III, J. J. Rankins, J. D. Wells.
4. How Can U Say That - by Mike Anthony – 4:26 (M. Anthony) – Mike Anthony
5. Hey Now - by Adriana Evans – 4:03 (A. Evans, J. Scott) – Evans, Dred Scott
6. Calling Me - by Adriana Evans – 4:22 (Evans, Dred Scott) – A. Evans, J. Scott
7. Lounge - by Montina Cooper – 4:50 (M. Cooper) – Montina Cooper
8. What A Difference a Day Makes - by Bo Johnson – 3:75 (B. Johnson) – Bo Johnson
9. Heavy - by Bo Johnson – 3:05 (B. Johnson) – Bo Johnson
10. Love Affair - by Adriana Evans – 4:26 (A. Evans, J. Scott) – Evans, Dred Scott
11. Weakness In Me - by Billy Porter – 3:20 (Billy Porter) – B. Porter
12. Bitch Get on Top - by Bama Boyz – 3:25 (Eddie “E-Trez” Smith III, Jesse J. Rankins & Jonathan D. Wells.) – E. “E-Trez” Smith III, J. J. Rankins & J. D. Wells.
13. Words (feat. India.Arie) - by Anthony David – 4:02 (Anthony David) – A. David
14. Kathy In Her Bedroom -  by Bedroom Walls – 3:21 (A. S. Goldman, M. Thorne, J. Gross, S. Hoffman, V. Kaufman, K. Canning & A. Smolarski) – A. S. Goldman, M. Thorne, J. Gross, S. Hoffman, V. Kaufman, K. Canning & A. Smolarski

#### Disc 2: Journey of Noah's Arc - Double the Noah, Double the Music
1. Opposite - by Montina Cooper – 3:47 (Montina Cooper) – M. Cooper
2. Hot For You - by ICON – 3:05 (G. Kieth) – Gregory Kieth
3. Strawberry Lane (feat. Carvin Winans Jr.) - by Raz B – 3:15 (De'Mario Monte Thornton & Carvin Winans Jr.) – D. M. Thornton & C. Winans Jr.
4. Feelin' You (Nu Soul Remix) - by Solange Knowles – 7:12 (Solange Knowles, Mark Penn & Victor Santiago) – S. Knowles, M. Penn & Damon Elliott
5. Blonde on Blonde - by Nada Surf – 4:36 (Matthew Caws, Ira Elliot & Daniel Lorca) – M. Caws, I. Elliot & D. Lorca
6. Do the Buildings and Cops… - by Bedroom Walls – 3:04 (A. S. Goldman, M. Thorne, J. Gross, S. Hoffman, V. Kaufman, K. Canning & A. Smolarski) – A. S. Goldman, M. Thorne, J. Gross, S. Hoffman, V. Kaufman, K. Canning & A. Smolarski
7. In Anticipation of Your Suicide - by Bedroom Walls – 2:21 (Adam Samuel Goldman, Melissa Thorne, Julian Gross, Sean Hoffman, Vanessa Kaufman, Kris Canning & Aurisha Smolarski) – A. S. Goldman, M. Thorne, J. Gross, S. Hoffman, V. Kaufman, K. Canning & A. Smolarski
8. Home to Me - by Patrik Polk – 4:39 (Patrik-Ian Polk) – P.I. Polk
9. Excuse Me - by Angelique Cinelu – 2:44 (Angelique Cinelu) – A. Cinelu
10. Ha Dance - by Masters at Work – 6:01 ("Little" Louie Vega, Kenny "Dope" Gonzalez & Todd Terry) – Luis Ferdinand Vega Jr. & Kenny "Dope" Gonzalez
11. Touch - Mike Anthony – 4:19 (M. Anthony) – Mike Anthony

### Bonus Track EP
1. Remember the Love - by Adriana Evans – 3:49 (Adriana Evans, Jonathan "Dred" Scott) – Evans, Dred Scott
2. Something - by Adriana Evans – 4:02 (A. Evans, J. Scott) – Evans, Dred Scott
3. Relief (A Stripper Classic) - by Meshell Ndegeocello – 4:33 (Michelle Johnson) – Me'shell Ndegéocello
4. Anything - by Janet Jackson – 4:55 (Janet Jackson, James Harris III, Terry Lewis, René Elizondo, Jr.) – Harris, Lewis, Jackson
5. Crazy in Love (feat. Jay-Z) - by Beyoncé – 3:56 (Beyoncé Knowles, Rich Harrison, Shawn Carter, Eugene Record) – Rich Harrison, Beyoncé Knowles
6. Could This Be Love - by Janet Jackson – 4:20 (Janet Jackson, James Harris III, Terry Lewis) – Harris, Lewis, Jackson